# Cimetière monumental de Rimini
Le cimetière monumental de Rimini (en italien, Cimitero monumentale di Rimini ou Cimitero Civico) est le cimetière historique de la ville homonyme en Italie. 
Bâti à la suite du Décret impérial sur les sépultures de 1804, il est la dernière demeure de plusieurs personnalités originaires de Rimini :
- Federico Fellini
- Giulietta Masina
- René Gruau
- Renzo Pasolini
- Marco Pesaresi (it) (1964-2001), photographe